# Shimokitazawa

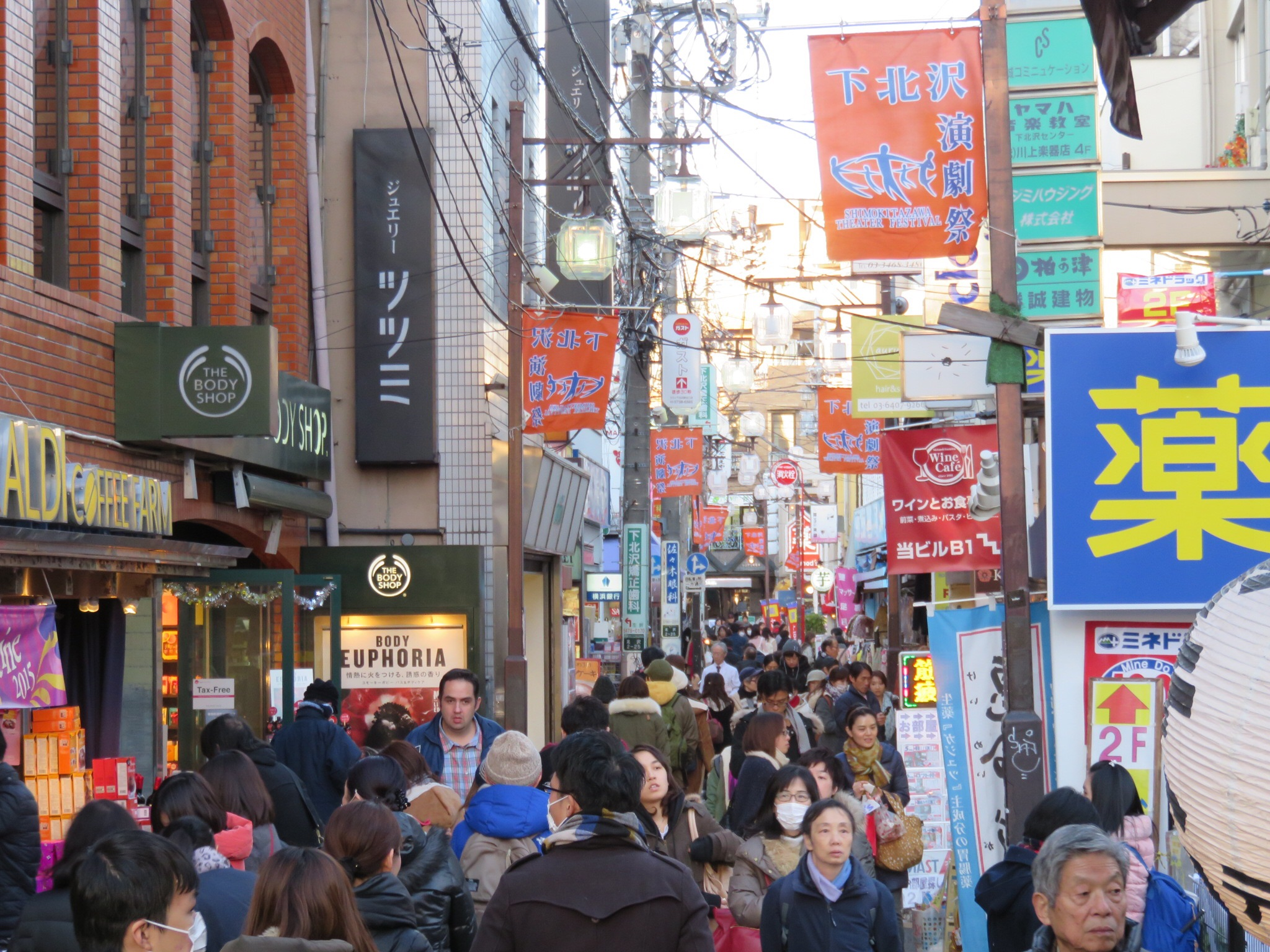
Shimokitazawa Cena De Rua

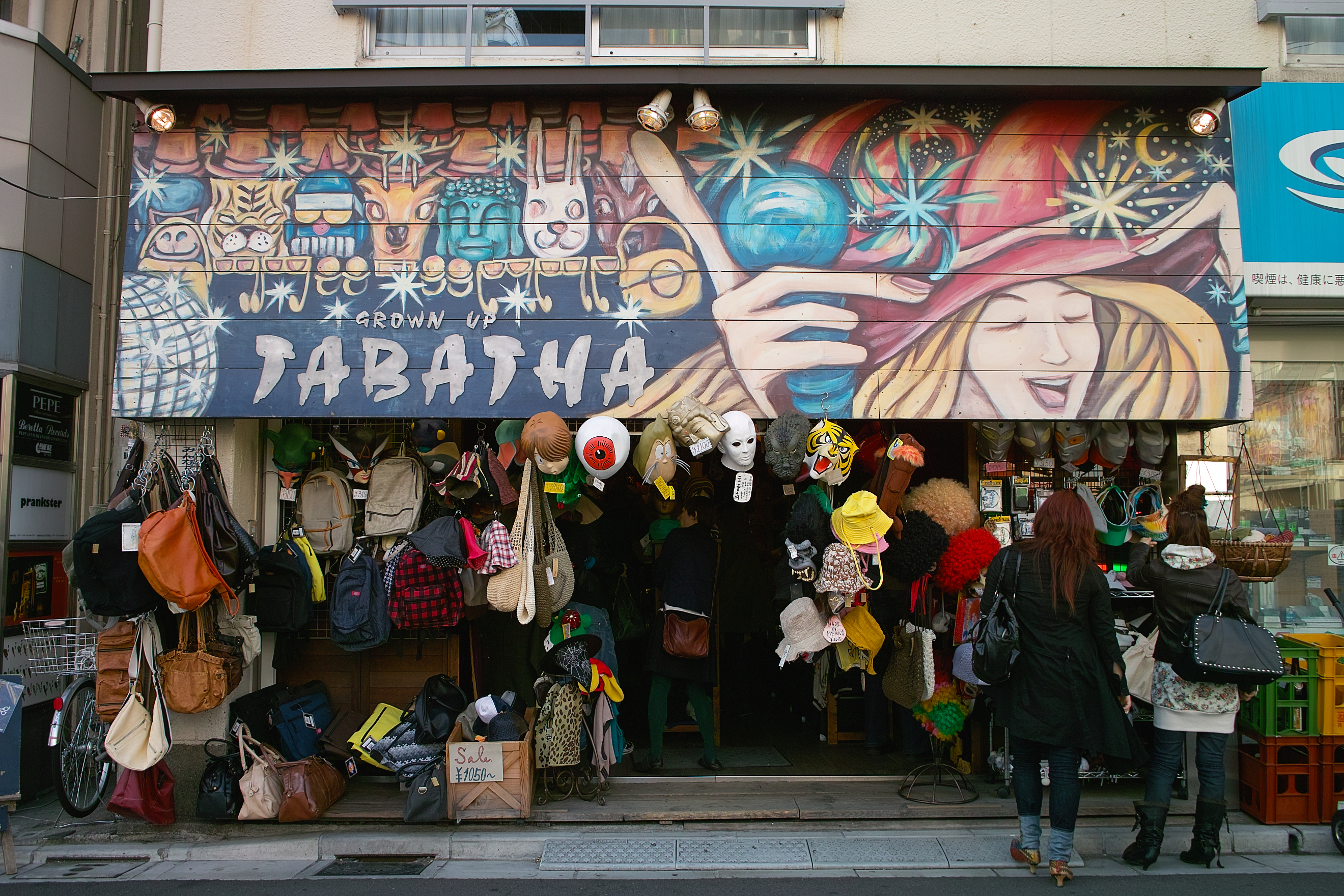
Independente de varejo de moda; um recurso de Shimokitazawa

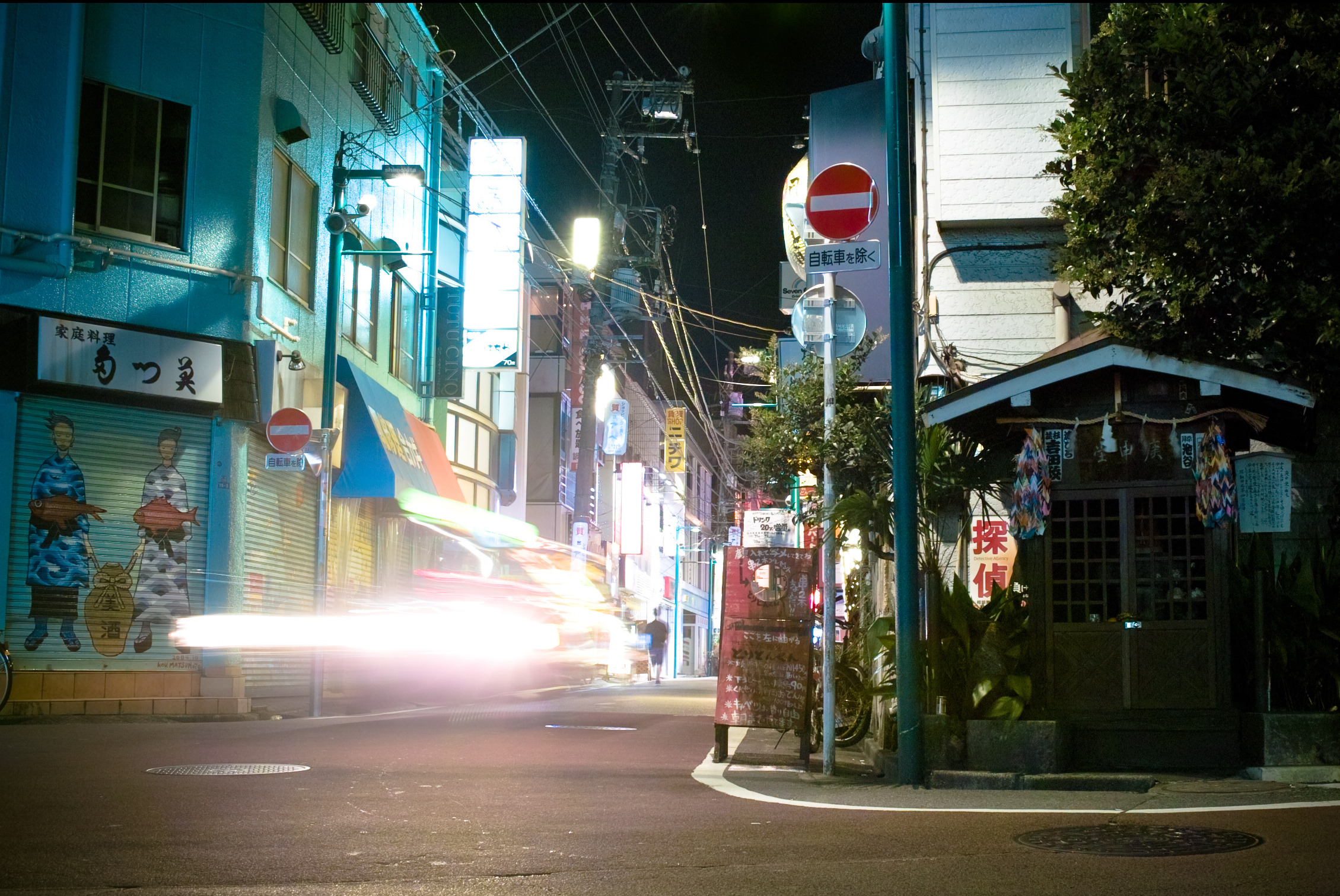
Um pequeno santuário de Xintoísmo em Shimokitazawa à noite

Shimokitazawa (下北沢, Shimokitazawa) (下北沢, Shimokitazawa?) é um bairro comercial e de entretenimento no distrito de Setagaya, Tóquio. Também conhecido como "Shimokita", o bairro é bem conhecido pela densidade de pequenos  varejistas de moda, cafés, teatros, bares e locais de música ao vivo independentes. 

## Independente de varejo
O bairro é muitas vezes comparado com as ruelas de Ura-Harajuku e Koenji; unidades de lojas menores e acesso restrito de veículos têm limitado o seu apelo para maiores nacionais e internacionais de moda comerciantes, permitindo que varejistas independentes sobrevivam. O distrito é composto das ruas imediatamente circundantes a Estação Shimo-Kitazawa, onde a ferrovia Elétrica de Odakyu e a Keio Inokashira Linhas se cruzam. O bairro tem sido um centro para teatro de palco e locais de música ao vivo; serve como casa para o histórico Teatro Honda Gekijō e mantém festivais de teatro durante todo o ano. Com inúmeros cafés, moda vintage e de segunda mão e de música gravada, Shimokitazawa continua a ser popular entre estudantes e seguidores da subcultura jovem Japonêsa.

## Remodelação
Em 2004, o Conselho da Cidade de Setagaya lançou um plano para reconstruir uma grande parte da cidade, incluindo a construção de vários edifícios arranha-céus, e estendendo a Rota 54 em toda a cidade. As ruas são muito estreitas e cheias de cruzamentos, com muitos pequenos becos. Por muitos moradores e visitantes considerarem que esta é uma parte do charme de Shimokitazawa, alguma controvérsia envolvem o plano de desenvolvimento.
Com a transferência da Linha Odakyu do metro em Março de 2013, a novas entradas para a estação, juntamente com faixas duplas em ambos os sentidos, uma escala maior de requalificação ao redor da área da Estação Shimo-Kitazawa está em curso. A infame hora do rush de Odakyu foi reduzido para 150% da carga do trem de 2018, de cerca de 200% anteriormente.

## Ligações Externas
- Media relacionados com Shimokitazawa no Wikimedia Commons
- Shimokitazawa (JNTO)
- Ir Tóquio Guia De Viagens
- Shimokitazawa Festival De Música (Em Japonês)